# 李心平
李心平 （英語：Sum Ping Lee，1947或1948年生），美國華裔醫生及胃腸學家，2008至2013年間為第39任香港大學李嘉誠醫學院院長。現時是華盛頓大學醫學院內科學系胃腸學部榮休教授。

## 早年生活與教育
李心平生於中國南部。9歲時，他母親帶他及姐姐們到香港，入讀東華三院李志雄紀念小學。參加香港小學會考後，他進入拔萃男書院，並開始對詩和文學產生興趣，因此在香港中學會考後選擇文科作中六及中七預科科目。但他父親突然因肺癌離世，令他萌生當醫生的念頭。雖然當時他已中六，時任拔萃男書院校長郭慎墀仍容許他改變科目。2年後，李心平開始在香港大學就讀內外全科醫學士，並於1970年畢業。
1973年，執業3年後，李心平前往紐西蘭，在奧克蘭大學攻讀哲學博士，並於1978年獲得博士學位。他亦於1980年從香港大學獲醫學士。

## 職業生涯
李心平獲內外全科醫學士後在瑪麗醫院執業3年，然後往紐西蘭攻讀哲學博士。
博士畢業後，李心平成為胃腸學顧問醫生，在奧克蘭、悉尼、墨爾本、倫敦和波士頓的不同機構任職。1985年，他與家人搬往西雅圖，加入華盛頓大學醫學院，最後成為塞勒斯·E·魯賓（Cyrus E. Rubin）講座教授。1995年，他成為內科學系胃腸學部部主任。他也曾任西雅圖退伍軍人醫療中心胃腸學部門主任。
2008年，李心平回到香港，出任香港大學李嘉誠醫學院第39任院長。港大醫學院當時正值多事之秋，尤其是前院長林兆鑫的醜聞；他被指控2001至2007年間任職院長時涉及欺詐。由2003至2009年，林兆鑫欺騙港大捐款人，使他們捐贈380萬港元予其私人公司，並把大部份金額轉至其個人脹戶。另一方面，他利用印有港大及瑪麗醫院信頭的醫療賬單，使他的病人付款予其私人公司。林兆鑫於2009年被判監25個月，但11個月即獲釋。李心平被認為是「局外人」，更被寄望能為醫學院管治帶來新氣象。同年，他以港大醫學院院長身份，被委任為醫院管理局大會成員。
2011年，李心平成為文洪磋家族基金醫療科學教授。
李心平任內致力建立新學系和將人文學科結合醫學教育和醫療研究，先後在2009年成立人文醫學中心（Centre for the Humanities and Medicine）和在2012年設立醫學倫理與法律研究中心（Centre for Medical Ethics and Law）。他亦使醫學人文學由2012年起成為港大醫學課程一部份。與此同時，中醫藥學院、公共衛生學院以及護理學院在他任內成立或進行改革，而藥劑學學士也正式推出。
接近任期尾聲時，李心平帶領設立兩所跟港大醫學院有關聯的新醫院。2008年，時任香港醫學專科學院院長鄧惠瓊準備卸任，訪問中華人民共和國衛生部時，她表示李心平希望在中國內地成立教學醫院。港大和深圳政府於翌年正式達成協議。醫院最初名為濱海醫院，但在2010年更名為香港大學深圳醫院，並於2012年7月1日開始運作。
2013年，新加坡的百匯班台及香港公司新創建集團聯手，獲准在黃竹坑興建一所新私家醫院（即今港怡醫院）。港大醫學院為該醫院的臨床夥伴機構，負責臨床管治、聘請醫生和醫護人員陪訓，而百匯班台和新創建集團將負責醫院管理。該醫院亦會成為港大醫學院的教學夥伴醫院。
李心平的五年任期於2013年完結，他亦因此退休，並離開醫院管理局大會。他現時仍是華盛頓大學醫學院內科學系胃腸學部榮休教授。

## 榮譽與獎項
- 澳洲皇家內科醫師學會（英语：Fellow of the Royal Australasian College of Physicians）院士[13]
- 美國腸胃科醫學院（英语：American College of Gastroenterology）院士[13]
- 美国医师协会（英语：American College of Physicians）院士[13]
- 美国肝病研究协会（英语：American Association for the Study of Liver Diseases）傑出成立就獎（2010）[41]
- 美國腸胃科醫學院大師榮譽（2010）[41]

港大醫學院的李心平人文醫學拓展獎以李心平命名。

## 個人生活
李心平對詩和文學的興趣始於中學。即使他轉往醫學方面發展，仍然持續作詩和寫中國書法。